# Вишнёвка (Волгоградская область)
Вишнёвка — посёлок в Палласовском районе Волгоградской области, административный центр и единственный населённый пункт Степновского сельского поселения.
Население — 1118 (2021)

## История
Основан в 1929 году. Вишнёвка заселялась жителями близлежащих хуторов. В том же году 13 семей организовали артель «ТРАКТОР» (впоследствии преобразована в колхоз "Победа"). В 1930 году открыта начальная школа. С 1935 года посёлок в составе Эльтонского района, образованного в результате разукрупнения Владимирского района Сталинградской области. Хутор являлся центром Степновского сельсовета
В годы войны большинство мужчин ушли на фронт, 98 из них не вернулись, погибли, защищая Родину. Близ посёлка размещался военный аэродром.
В 1950 году в связи с упразднением Эльтонского района посёлок передан в состав Палласовского района. В 1954 году началось освоение целинных и залежных земель комсомольцами-добровольцами. В 1956 году школа стала десятилетней. В 1975 году пришла вода по Палласовскому каналу.
В 2000 году в поселке Вишнёвка была открыта пограничная застава. В 2009 году построен военный городок.

## Физико-географическая характеристика
Посёлок расположен в пределах Прикаспийской низменности, на высоте около 24 метров над уровнем моря, на востоке Палласовского района, близ границы с Республикой Казахстан. Близ посёлка проходит трасса Палласовского канала. Почвы — солонцы луговатые (полугидроморфные)
Близ посёлка проходит автодорога Палласовка — Эльтон. Имеется подъездная дорога к посёлку Жанибек Республики Казахстан. По автомобильным дорогам расстояние до районного центра города Палласовка — 77 км, до областного центра города Волгоград — 300 км. Ближайшая железнодорожная станция Джаныбек Приволжской железной дороги расположена на территории Республики Казахстан в посёлке Жанибек в 6 км восточнее Вишнёвки.
Климат
Климат континентальный (согласно классификации климатов Кёппена — Dfa)
Среднегодовая температура положительная и составляет + 7,6 °C, средняя температура самого холодного месяца января — 9,3 °C, самого жаркого месяца июля + 24,0 °C. Многолетняя норма осадков — 309 мм. В течение года осадки распределены примерно равномерно: наименьшее количество выпадает в марте 17 мм, наибольшее в июне 35 мм.

## Население
Динамика численности населения по годам:
| 1987  | 2002 |
| ----- | ---- |
| ≈1100 | 1393 |

| 2010  | 2012  | 2013  | 2014  | 2015  | 2016  | 2017  |
| ----- | ----- | ----- | ----- | ----- | ----- | ----- |
| 1280  | ↘1245 | ↘1202 | ↘1190 | ↘1186 | ↘1154 | ↘1149 |
| 2018  | 2019  | 2020  | 2021  |       |       |       |
| ↘1143 | ↘1135 | ↘1122 | ↘1118 |       |       |       |